# La Païva

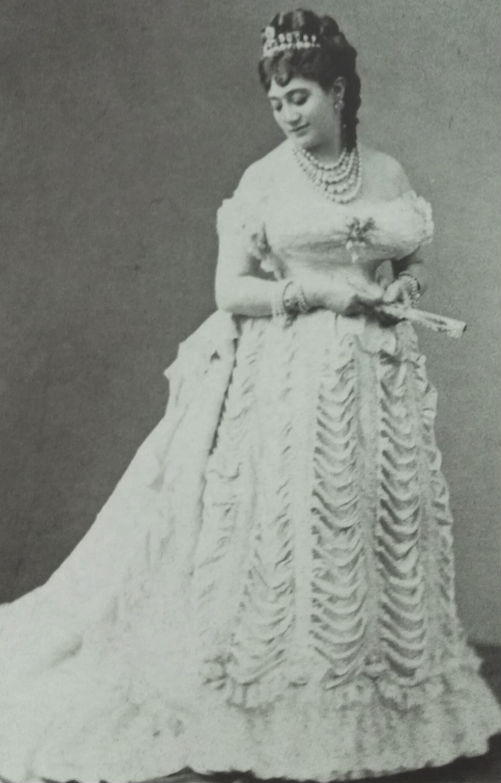
La Païva rond 1870

Esther Lachman, beter bekend als La Païva, (Moskou, 7 mei 1819 — Świerklaniec, 21 januari 1884) was een van de meest succesvolle courtisanes van het negentiende-eeuwse Frankrijk.

## Biografie
Lachman werd in 1819 geboren in het getto van Moskou als dochter van een wever van Joods-Poolse komaf. In 1836 huwde ze de Franse kleermaker Antoine Villoing, met wie ze een zoon kreeg, Antoine genaamd. Kort na diens geboorte verliet ze Villoing. Via Berlijn, Wenen en Istanboel kwam ze in Parijs terecht. Onder de naam Thérèse kreeg ze rond 1840 een verhouding met de pianist en componist Henri Herz. Via Herz vond ze ingangen in de betere, maar niet adellijke, kringen. Tot de vrienden van het koppel behoorden onder meer Richard Wagner en Hans von Bülow. Herz stelde haar vaak voor als zijn echtgenote, hoewel ze nooit trouwden omdat zij al gehuwd was. Ze kregen samen een dochter, Henriëtte, die werd opgevoed door de ouders van Herz.

### Albino Francisco de Araújo de Paiva
Lachmans inhaligheid had een ernstige invloed op de financiële toestand van Herz. In 1848 reisde hij naar de Verenigde Staten, om er concerten te geven en zakelijke contacten op te doen. Thuis bleef Lachman te veel geld uitgeven en uit frustratie zette de familie van Herz haar het huis uit. Lachman reisde naar Londen, waar ze een hele reeks verhoudingen had met vermogende heren. In een Duits kuuroord ontmoette ze Albino Francisco de Araújo de Paiva, erfgenaam van een fortuin dat onder meer met de opiumhandel was vergaard. Hoewel hij soms markies of burggraaf werd genoemd, was hij niet van adel. Het stel trouwde op 5 juni 1851 (haar eerste echtgenoot was in 1849 overleden), maar de nieuwbakken 'Madame de Païva' verliet haar echtgenoot reeds de volgende dag. Araújo de Paiva vertrok naar Portugal, met achterlating van een gemeubileerd huis aan de rue Rossini en 40.000 pond sterling, zoals vastgelegd in het huwelijkscontract.

### Guido Henckel von Donnersmarck

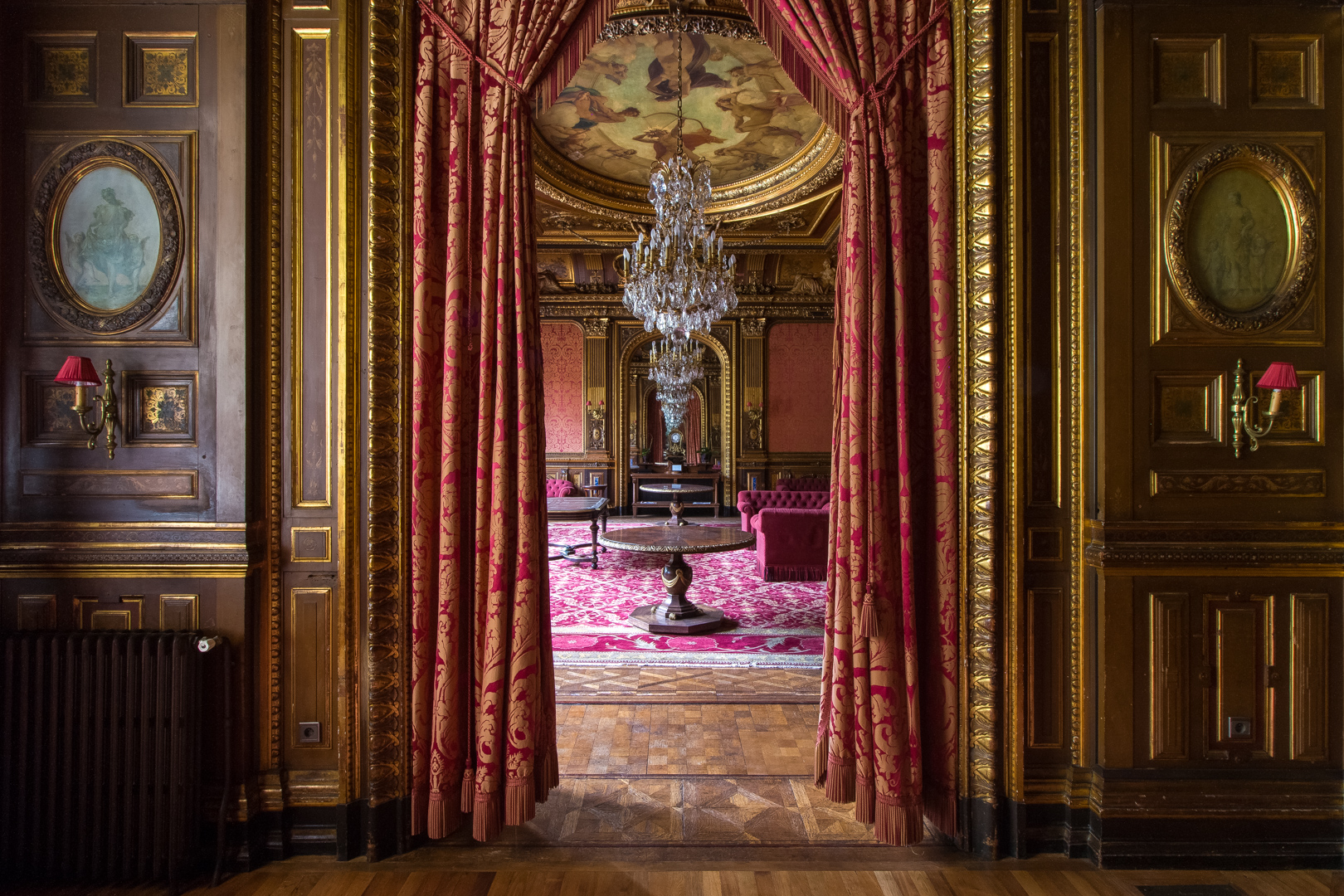
Entree van de Grote Salon van het Hôtel de la Païva

In 1852 ontmoette de inmiddels als 'La Païva' bekendstaande demi-mondaine de Duitse edelman en staalmagnaat Guido Henckel von Donnersmarck op een feest van de Pruisische consul in Parijs. Hoewel zij voorwendde niet in hem geïnteresseerd te zijn, slaagde ze erin constant in dezelfde steden te zijn als hij, en bij dezelfde sociale gelegenheden. De jonge rijksgraaf was geraakt en bood aan haar deelgenoot te maken van zijn fortuin, mits zij zijn minnares zou worden. Henckel von Donnersmarck schonk haar het Château de Pontchartrain, met een jaarinkomen van 80.000 pond. Aan de Champs-Élysées liet hij tussen 1855 en 1866 het luxueuze stadspaleis Hôtel de la Païva bouwen. La Païva hield er regelmatig diners en andere bijeenkomsten, die veelal door bekende schrijvers werden bezocht.

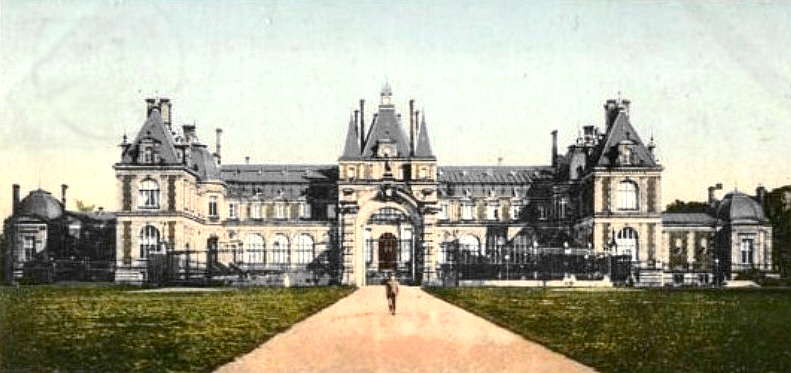
Schloss Neudeck waar La Païva overleed (in 1945 zwaar beschadigd en in 1961 afgebroken)

In 1871 verkreeg La Païva een vernietiging van haar vorige huwelijk en op 28 oktober van dat jaar trouwde La Païva met Henckel von Donnersmarck.
In de nasleep van de Frans-Duitse Oorlog ging La Païva zich met de politiek bemoeien. Wellicht trachtte ze een rol te spelen in de onderhandelingen tussen Frankrijk en Pruisen. Het leverde haar een verdenking van spionage op, waarna het paar zich genoodzaakt zag Frankrijk te verlaten. Ze trokken zich in 1877 terug in het landhuis 'Schloss Neudeck' in Silezië, dat ze niet lang daarvoor hadden laten bouwen. La Païva overleed er in 1884.